# SRIインターナショナル
SRIインターナショナル（SRI International）は、世界で最も大きな研究機関のひとつである。1946年、スタンフォード大学により、スタンフォード研究所（Stanford Research Institute）の名で地域の経済発展を支援する目的で設置されたものである。
1970年に完全に大学から独立し、アメリカ合衆国の非営利組織として独自の法人となった。1975年に SRIインターナショナルへと改称。科学技術の発見・応用を通して、知識・経済・繁栄・平和へ貢献することを目的としている。政府機関、企業、私立財団などの顧客から研究開発を請け負っている。テクノロジーのライセンス提供、戦略的提携、スピンオフ企業の創業なども行っている。
スタンフォード大学からそう遠くないカリフォルニア州のメンローパーク市に本拠地を持つ。1998年から、物理学者カーティス・カールソンが所長（CEO）を務めた。2014年9月からはWilliam JeffreyがCEOを務めている。2012年の年間収入は約5億8500万ドルで、従業員は2,200名である。
主な研究分野は、生命医学、化学物質と材料、情報処理、地球および宇宙、経済、教育と学習、エネルギーと環境技術、セキュリティと国防、センサーなどである。千件以上の特許を所有している。

## 歴史

### 設立
1920年代、スタンフォード大学教授Robert E. Swainがアメリカ合衆国西部に研究所を創設することを提案。当時同大学の理事だったハーバート・フーヴァーも研究所設立を早くから提案していたが、大統領になったためその件からは身を引いた。1930年代には世界恐慌、1940年代には第二次世界大戦があったため、研究設立の件はなかなか進まなかったが、3度の別々の研究所設立の試みの末、1946年に創設されることになった。
1945年8月、まずロッキード社のMaurice Nelles、Morlan A. Visel、Ernest L. Blackがロサンゼルスに"Pacific Research Foundation"を立ち上げ、研究所設立に動き出した。次に当時イリノイ工科大学学長だったHenry T. Healdが西海岸での研究所設立に動き出した。1945年にアメリカ西海岸での研究所創設を勧める報告書を書き、スタンフォード大学とも密接に連携して設立資金50万ドルを集めようとした。3つ目の動きはスタンフォード大学工学部長だったフレデリック・ターマンによるものである。ターマンはHealdに続いて提案を行ったが、その内容は委託研究よりも学部と学生の研究を中心に据えたものだった。
スタンフォード大学の理事会は投票を行い、1946年に研究機関を創設することを決めた。その際に大学の憲章との整合をとり、スタンフォード大学の学生のためというよりも、科学知識の発展と公益のために設立されるものとした。同大学の理事がスタンフォード研究所の所長に就任し、研究所を解散する場合は、その資産が大学に戻されるものとした。
化学者William F. Talbotが初代所長に就任。スタンフォード大学学長Donald TresidderはTalbotに対し、大学の関心事と相反するような研究を避けるよう命令。特に政治的圧力を惹きつける様な連邦政府との契約を避けるよう命じた。しかしなかなか委託契約を結べず、スタンフォード大学の学部からの支援もなかったため、6カ月後には海軍研究局との委託研究契約を結び、学長の命令に背くことになった。この問題や学長が事細かに研究所の経営に口をだしてきたこともあり、Talbotは何度も辞表を提出し、最終的にはそれが受け入れられた。後任にはArmour Research Foundationを指揮したことのあるJesse Hobsonが就任したが、委託研究契約はまだまだ足りなかった。

### 草創期

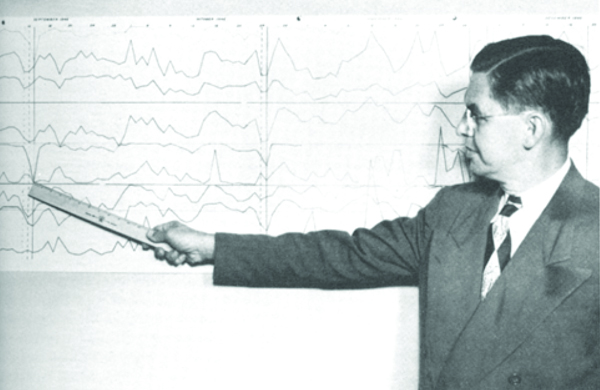
National Air Pollution Symposium (1949) でロサンゼルスの大気汚染について発表するSRIの Paul Magill

最初の研究プロジェクトは、グアユールという植物が天然ゴムの原料になるかどうかの研究だった。第二次世界大戦中、アメリカでもゴムは輸入品であり、品不足から厳密な配給制となったことがある。1942年から1946年まで、アメリカ合衆国農務省（USDA）は国産の原料から天然ゴムを作る研究を支援していた。戦争が終わると議会はこのプログラムの予算をカットしたが、海軍研究局がSRIでのプロジェクト続行の資金を提供し、研究に携わっていた農務省職員らもSRIで研究を続け、1947年には再び農務省から予算がつくようになった。
SRI初の経済学的研究は、アメリカ空軍の委託によるものだった。1947年、空軍はアメリカの航空機産業の成長性の評価を求めた。SRIは緊急時に増産させようとしても、かなり時間がかかるだろうと予測した。1948年、SRI は石油会社シェブロンからの委託で石鹸のためのヘットとヤシ油の人工代替品の研究開発を開始した。SRI は有望な代替人工物質として直鎖アルキルベンゼンスルホン酸ナトリウムの一種、ドデシルベンゼンスルホン酸ナトリウムを見い出し、後にP&Gはこれを家庭用洗剤に使用して大成功を収めた。
SRIは大気汚染と下層大気中のオゾン形成についての先駆的研究を行った。1949年11月、パサデナにて開催されたFirst National Air Pollution Symposiumを主催している。専門家らが大気汚染の研究成果を発表し、アイデアや技法を交換しあい、この分野への興味を刺激した。このイベントにはアメリカ各地から科学者、実業家、市民のリーダーら400名が参加した。SRIはその後も同様のイベントを共催した。

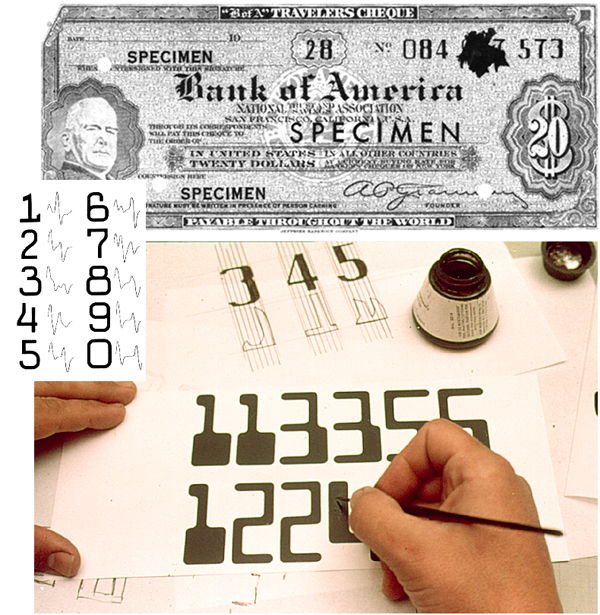
磁気インク文字認識を使って小切手を処理するERMAシステムは、SRIの初期の開発の1つである。

1950年代初期、ディズニー兄弟（ウォルト・ディズニーとロイ・O・ディズニー）はカリフォルニア州バーバンクに建設予定だったディズニーランドと呼ばれるアミューズメントパークに関して SRI に助言を求めた。SRI は建設地の妥当性、来園者パターン、経済的実現可能性についての情報を提供した。また、もっと大きな土地のあるアナハイムの場合についても詳細な報告書を作成した。その後もオンサイトで支援を続け、拡張の際にも助言を行った。1955年には、総合文化施設（1971年の完成時にはジョン・F・ケネディ・センターと命名されることになる）の建設地選定を委任され、設計についても助言した。
1952年、テクニカラー社は手作業だったフィルム複写を電気光学的に自動化するための研究開発についてSRIと契約を結んだ。この技術は映画産業に多大な影響をもたらし、1959年、SRIとテクニカラーはその業績を認められ映画芸術科学アカデミーのアカデミー科学技術賞を受賞した。1954年、サザンパシフィック鉄道は貨物運搬中の貨物へのダメージを減らすための研究をSRIに依頼した。これによりWilliam K. MacCurdyがHydra-Cushion 技術を開発し、今日でも標準的に使われている。
1950年代、SRIはバンク・オブ・アメリカと共同でMICR（磁気インク文字認識）を研究し、小切手処理の自動化システムERMA (Electronic Recording Machine, Accounting) を開発した。このプロジェクトを指揮したのがSRIの計算機科学者Jerre Noeである。アメリカでは2011年現在も自動小切手処理にERMAが使われている。

### 発展期

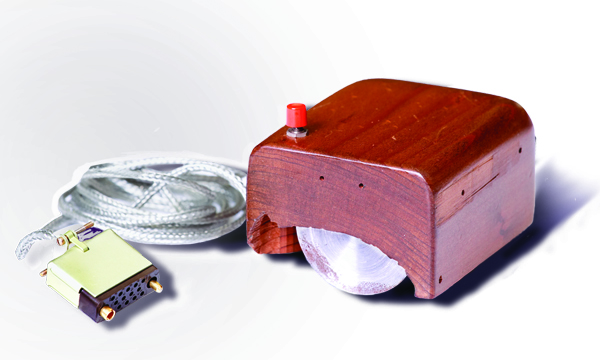
世界初のマウスの試作品。エンゲルバートのスケッチを元にビル・イングリッシュが設計した。

ダグラス・エンゲルバートは、On-Line Systemの設計開発を行った。彼はSRI内にオーグメンテイション研究センター（ARC）を設立し、そこで様々なマンマシンインタフェースを開発した（後の1977年、ARCはティムシェア社に売却されている）。例えば、ビットマップ・ディスプレイ、グループウェア、ハイパーテキスト、マウスなどを含む先駆的なグラフィカルユーザインタフェースなどである。その後への影響という意味で、エンゲルバートはSRI出身者の中でも最も有名である。2000年にはアメリカ国家技術賞を受賞した。
1964年、ビル・イングリッシュはエンゲルバートの設計に基づいて世界初のマウスの試作品を製作した。SRIではまた、インクジェットプリンター（1961年）や光ディスクによる記録方式（1968年）も開発された。1960年代、RCA研究所で液晶ディスプレイ（LCD）が開発されたが、同研究所は1968年にSarnoff Corporationとなり、SRIの傘下になった。なお、Sarnoffは2011年にSRIに統合・吸収された。
1960年代初め、ヒューイット・クレーンらが磁気コアメモリを発展させた世界で唯一の完全磁気デジタルコンピュータを開発した。この技術のライセンスを取得したAMPは、ニューヨーク市地下鉄と操車場の交通管制用コンピュータにそれを利用した。
1966年、SRIの人工知能センターは自身の行動を認識して動くロボット「シェーキー」を開発した。このロボットには、TVカメラ、三角測量式レンジファインダー、凹凸センサーなどが装備されていた。シェーキーにはソフトウェアによる認識能力、世界のモデル化、行動能力が備わっていた。プロジェクトは1972年に終了している。SRIの人工知能センターは2011年に45周年を迎えた。

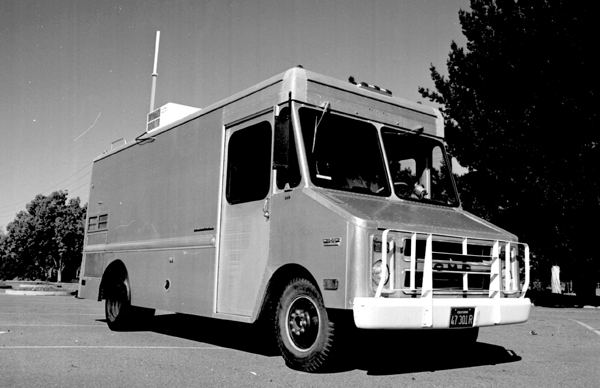
Don Coneが開発したパケット無線バン。世界初の3地点を結んだインターネットワーキング転送実験の際のサイトの1つとなった。

1969年10月29日、世界初のコンピュータネットワークARPANETがカリフォルニア大学ロサンゼルス校（UCLA）のレナード・クラインロックの研究室とSRIのダグラス・エンゲルバートの研究室の間を結んで稼動を開始した。両サイトのInterface Message Processorは世界初のインターネット・バックボーンとなった。翌年、エンゲルバートの研究室はBBNで開発されたTENEXシステムをBBN以外で初めてインストールした。さらにSRIとUCLAの他にカリフォルニア大学サンタバーバラ校とユタ大学が最初の4ノードを構成することになり、1969年12月5日、4ノード全部が相互接続されている。1970年代、SRIはパケット通信ラジオ（現在の無線ネットワークの先駆け）、OTHレーダー、Deafnet、真空微細電子工学、レーザー光凝固術（眼病の治療法の一種）、ソフトウェアによるフォールトトレラントなどの研究開発を行った。
最初の真のインターネット転送は1977年11月22日、3つのネットワークを接続して行われた。SRIを起点としてARPANETをパケット無線バンと接続し、また衛星通信でロンドンを経由してロサンゼルスの南カリフォルニア大学と接続。ARPANTとパケット無線と衛星通信という3種類のネットワークを相互接続した。2007年コンピュータ歴史博物館にて、このデモンストレーションの30周年を祝い、1977年に実験に参加した人々も出席した。SRIではその後、エリザベス・J・フェインラーの指揮の下でネットワークインフォメーションセンター（NIC）を運営することになった。

### 分離独立と多様化
1970年、スタンフォード研究所はスタンフォード大学から分離独立。この分離はベトナム戦争で高まった反戦運動により、同研究所での米国国防高等研究計画局（DARPA）出資による研究が軍への協力ではないかとの批判への反応でもあった。さらに1975年にはスタンフォード研究所からSRIインターナショナルへと名称を変更した。

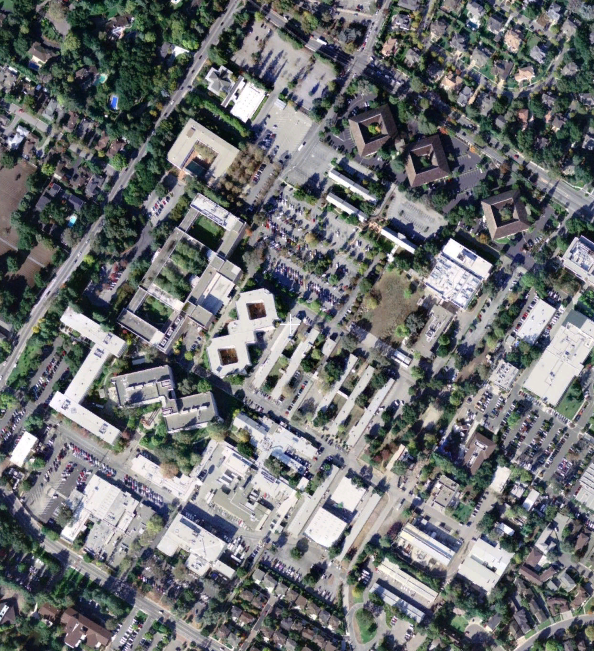
カリフォルニア州メンローパーク、ラーヴェンスアベニューのSRIインターナショナルの中心施設群

1972年、SRIの物理学者Harold E. PuthoffとRussell Targは生命プロセスにおける量子力学に関する研究を提案し、その後超能力現象の研究を行った。この結果として1980年代中ごろまでCIAの資金による透視技術の開発（スターゲイト・プロジェクト）が行われたが、特に成果もなく研究は終了した。
社会科学者Arnold Mitchellは1970年代末、アメリカにおける価値観やライフスタイルの変化を説明するVLAS（Values, Attitudes and Lifestyles）というサイコグラフィック技法を生み出した。VALSは1978年にSRIの成果として正式に発表され、Advertising Age誌は「1980年代の市場調査法のブレークスルーの上位10位に入る成果」と評した。
1980年代、SRIはザイロン繊維、ステルス技術、超音波画像処理の改善、2次元レーザー蛍光相関分光法、順序ソート代数など様々な研究開発を行った。コンピュータ関係では、マルチメディア電子メールシステム、コンピュータセキュリティにおける非干渉の理論、マルチレベルセキュリティ（MLS）を採用した関係データベース Seaview、LaTeX、オープン・エージェント・アーキテクチャ（OAA）、ネットワーク侵入検知システム、宣言型プログラミング言語 Maude system、モバイルアドホックネットワークを形成するP2P無線技術PacketHopなどを開発した。なお、ネットワーク侵入検知システムの研究から特許侵害訴訟SRI International, Inc. v. Internet Security Systems, Inc.が起きている。
1986年、SRI.comが".com"ドメインで8番目に登録されたドメイン名となった。人工知能センターでは1980年代末から1990年代初めにかけて手続き推論システム（PRS）を開発。PRSはBDIベースの知的エージェントという分野を生み出した。1990年代には、アメリカ合衆国郵便公社向けに郵便区分機を開発している。
軍事技術関連では1990年代以降、合成開口レーダー、アメリカ陸軍の統制システムINCONとREDDE、対人および車両追跡システムIGRS（integrated GPS radio system）などを開発している。また戦闘訓練用にGPSと高速無線通信とデジタル地形図ディスプレイを応用したDFIRST（Deployable Force-on-Force Instrumented Range System）を開発した。他にも、アメリカ国立科学財団の依頼で開発中の移動可能な大気研究施設AMISR（advanced modular incoherent scatter radar）、未知の環境の探査への応用を意図した群ロボットCentibotsといった研究がある。
医学と薬学の分野では、ドライパウダー吸入薬、眼の治療に使われるレーザー光凝固、遠隔手術、実験的抗がん剤Tirapazamine、環境にやさしい酸化剤アンモニウムジニトラミド、人工筋肉、坑マラリア薬Halofantrineなどを開発した。
1990年代、ワールプール・コーポレーションからの委託でオーブンの現代的なセルフクリーニング機能を開発した。

### 2000年以降
SRIの研究者は、金星の夜側で酸素原子の発する大気光を初めて観測し、金星の大気組成への新たな洞察を提供した。また教育分野では、アメリカで増えつつあるチャーター・スクールについて初の全国的評価を行った。世界ゴルフ財団からの依頼で、アメリカのゴルフ産業の将来予測をまとめ、長期的成長監視のためのフレームワークを提供した。2000年4月、新技術とサービスのマーケティング・コンサルタント会社Atomic Tangerineを創業している。
DARPAからの資金による研究としては、音声認識と機械翻訳システムの開発があり、DARPAのGlobal Autonomous Language Exploitation （GALE） プログラムでも主要な役割を果たしている。SRIの開発した音声認識技術DynaSpeakはVoxTec Phraselatorという携帯型翻訳機に応用されており、米兵が海外で現地人と会話する際に利用されている。また、イラク駐留の際には英語とアラビア語イラク方言の会話を双方向で翻訳するIraqCommという翻訳機が使われた。
2000年代には、バイオインフォマティクスや新薬発見向けに人工知能技術を応用したPathway Toolsというソフトウェアを開発した。これを使ってBioCyc database collectionを生成し、染色体内の遺伝子や生化学プロセスなどの視覚化に応用されている。

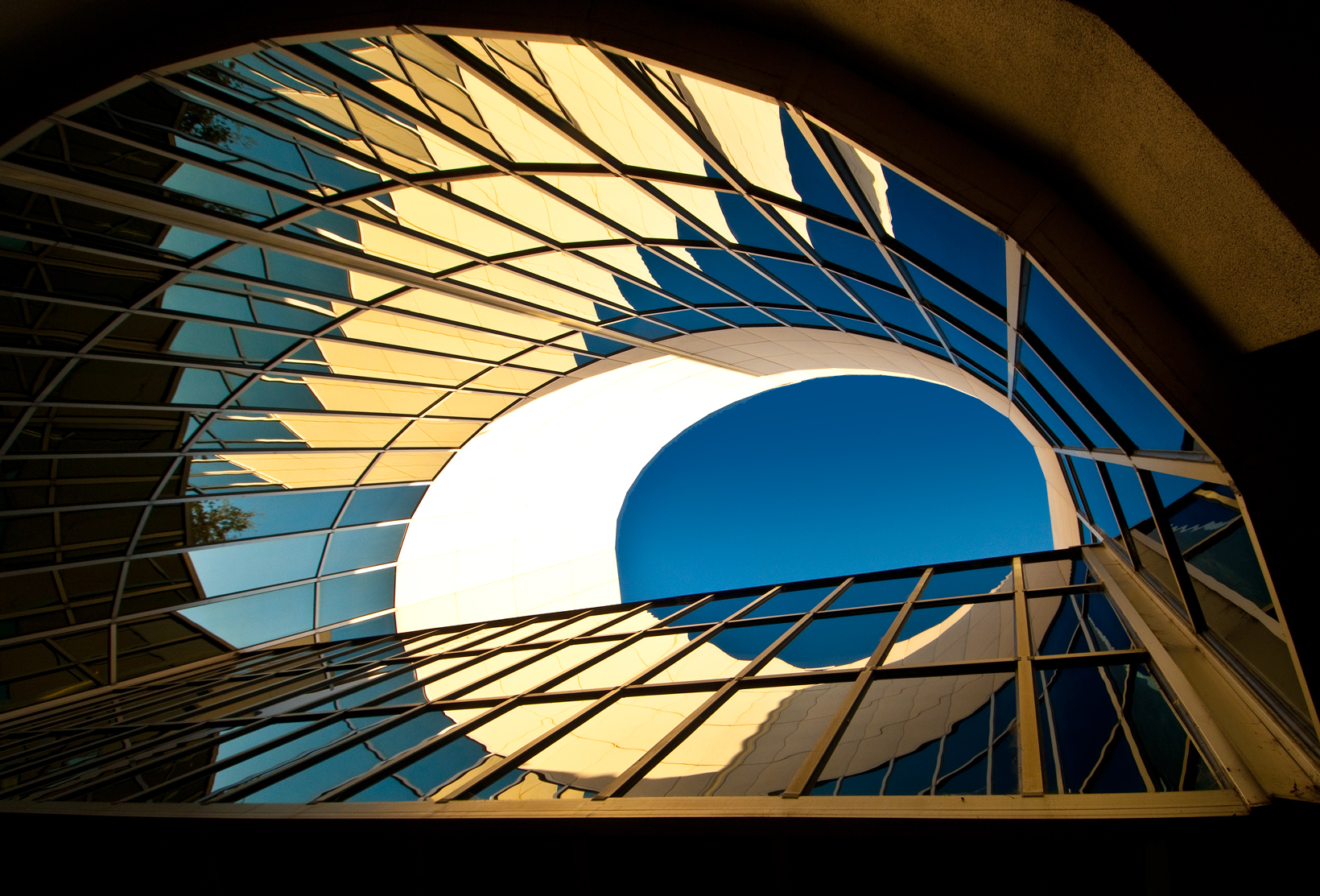
SRIインターナショナル本部にある建物の1つ

2006年、SRIはアメリカ国立アレルギー・感染症研究所から5690万ドルの契約を勝ち取り、トリインフルエンザ、SARS、ウエストナイル熱、肝炎の坑感染症薬を開発するための抗体を提供する研究を行うことになった。同じく2006年、フロリダ州セントピーターズバーグに海運や港湾の保安などを主な対象とした海洋工学の研究施設を新たに建設することにした。南フロリダ大学の海洋工学センターと共同運営である。
2007年12月、Siri, Inc.をスピンオフさせた。2010年4月にアップルが同社を取得した。2011年10月、アップルはiPhone 4SにSiriのソフトウェアを組み込むことを発表。Siriの技術はDARPAが資金提供したSRIのCALOという人工知能プロジェクトから生まれたもので、SRIによれば史上最大の人工知能プロジェクトだという。
2011年5月、2011年10月1日から2016年9月30日までのアレシボ天文台の運営を4200万ドルで請け負った。

## 詳細

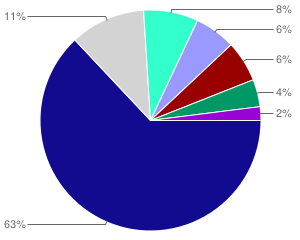
SRIの収入内訳
アメリカ国防総省（67%）
国防総省以外の連邦機関（23%）
アメリカの企業（5%）
州と自治体（3%）
海外（3%）
財団（3%）

### 従業員数と財政状態
2012年現在の従業員数は約2,500人である。2011年の総収入はおよそ5億8500万ドルだった。2010年の収入の67%はアメリカ国防総省からで、残りはアメリカ国立衛生研究所（10%）、アメリカ国内の企業（5%）、その他のアメリカ政府機関（5%）、アメリカ国立科学財団（4%）、アメリカ合衆国教育省（3%）、州および地方自治体（3%）、海外の顧客（3%）、財団（1%）と続いている。
2012年5月時点で、1000を越える特許を有している。

### 施設
SRIの本社はシリコンバレーの一部とされるカリフォルニア州メンローパークにあり、その敷地は63エーカー（0.25km3）である。そこにあるオフィスと研究施設の延べ床面積は120,000m2である。他、全米各地および米国外にも研究所や連絡事務所を持っている。日本支社は1961年開設。Sarnoff Corporationは1988年からSRIの完全子会社だったが、2011年1月にSRI本体に統合された。ニュージャージー州プリンストンの拠点ではSRI International Sarnoffというブランド名を使用している。プリンストンのキャンパスは254エーカー（1.028km3）で、延べ床面積は56,000m2である。合計するとSRIのオフィスと研究施設の延べ床面積は210,000m2である。
2023年4月、1970年に設立されたXeroxの研究施設であったパロアルト研究所がXeroxよりSRIへ寄贈されると発表。

### 部門
SRIインターナショナルには研究分野ごとの以下の部門がある。
- バイオサイエンス部門
- 教育部門
- 工学研究開発部門
- 情報システム部門
- 情報および計算機科学部門
- 自然科学部門
- 製品およびサービス部門

## 著名なスタッフと出身者

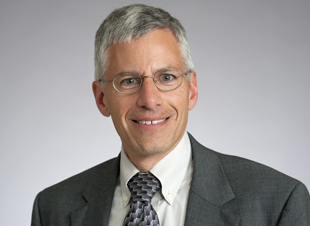
ウィリアム・A・ジェフリー

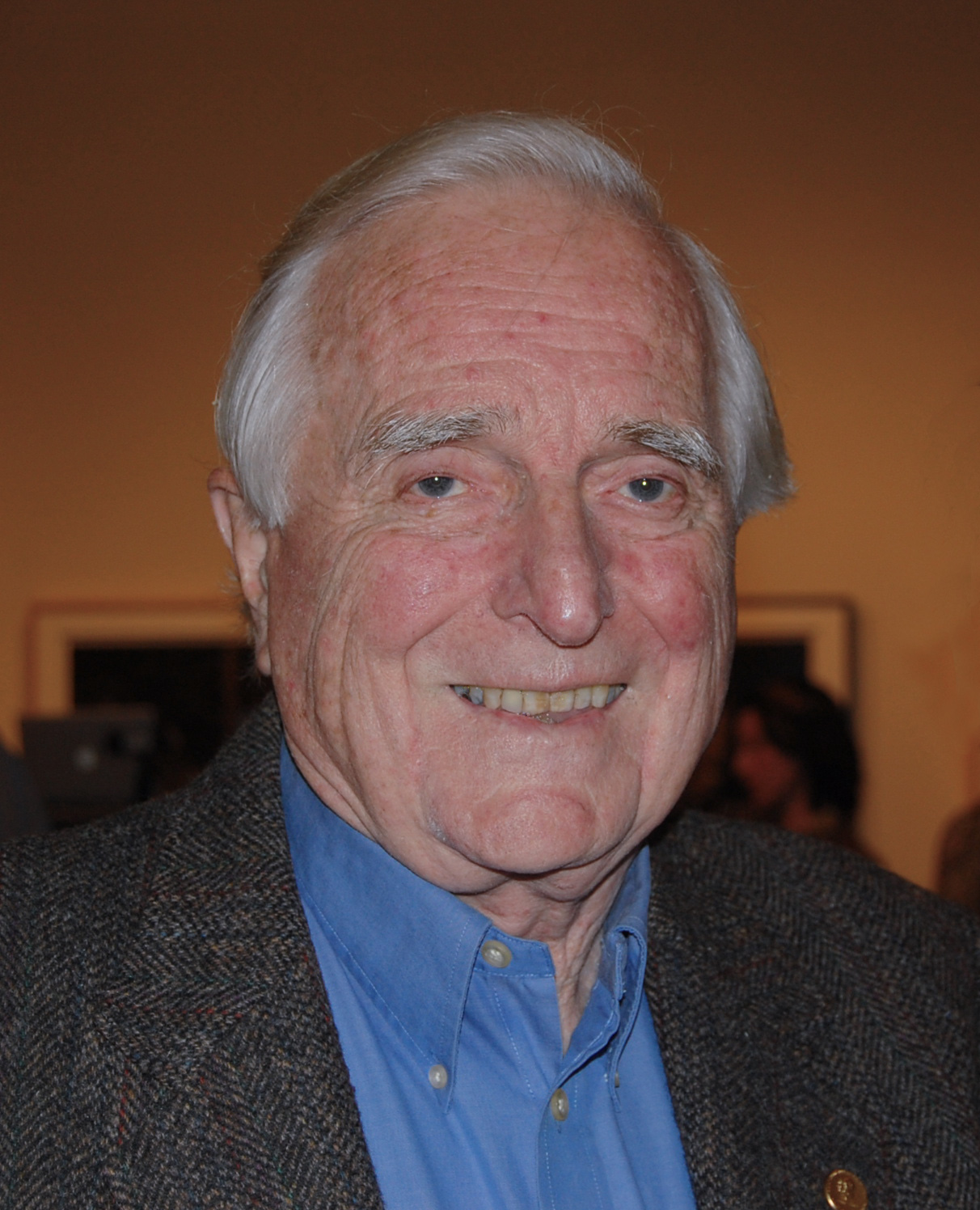
ダグラス・エンゲルバート

SRIの運営責任者は、スタンフォード大学から独立する前は所長、独立後は社長およびCEOと呼ばれている。歴代の所長または社長は以下の通り。
- William F. Talbot（1946–1947）[15]
- Jesse E. Hobson（1947–1955）[112]
- E. Finley Carter（1956–1963）[113]
- Charles Anderson（1968–1979）[114]
- William F. Miller（1979–1990）[115]
- James J. Tietjen（1990–1993）[116]
- William P. Sommers（1993–1998）[117]
- カーティス・カールソン（英語版）（1998–2014）[118]
- ウィリアム・A・ジェフリー（英語版）（2014–）[6]

SRIには当初から取締役会があり、組織の運営を行っている。2013年現在の取締役会には、ヴァーン・クラーク、カーティス・カールソンらがいる。
SRIの オーグメンテイション研究センター には以下のような研究者が所属していた。
- ダグラス・エンゲルバート[120]
- ビル・イングリッシュ[121]
- ジェフ・ルリフソン（NLSの主要開発者）[122]
- エリザベス・J・フェインラー（NICの運営）[123]
- David Maynard（エレクトロニック・アーツ創業者の1人）[124]

また、人工知能センターにはシェーキー開発に関わった多くの研究者がいた。
- Charles Rosen（プロジェクトマネージャ）[126]
- Nils Nilsson[127]
- Bertram Raphael[125]
- Richard O. Duda[128]
- Peter E. Hart[128]
- Richard Fikes[129]
- Richard Waldinger[130]

その後も次のような研究者が人工知能センターで研究している。
- ゲイリー・ヘンドリックス（英語版）（シマンテック創業）[131][132]
- C. Raymond Perrault[133]
- Adam Cheyer（Siri創業者の1人）[134]

コンピュータ関連が主流となる以前にもSRIには著名な研究者がいた。
- William K. MacCurdy（1954年、サザンパシフィック鉄道向けに Hydra-Cushion を開発）[26]
- Hewitt Crane、Jerre Noe（ERMA開発）[41]
- Harrison Price（ディズニーランド開発を支援）[22]
- James C. Bliss（Optacon開発)[135]
- Robert Weitbrecht（聾者のための世界初の遠隔通信機器を発明）[136][137]

## スピンオフ企業

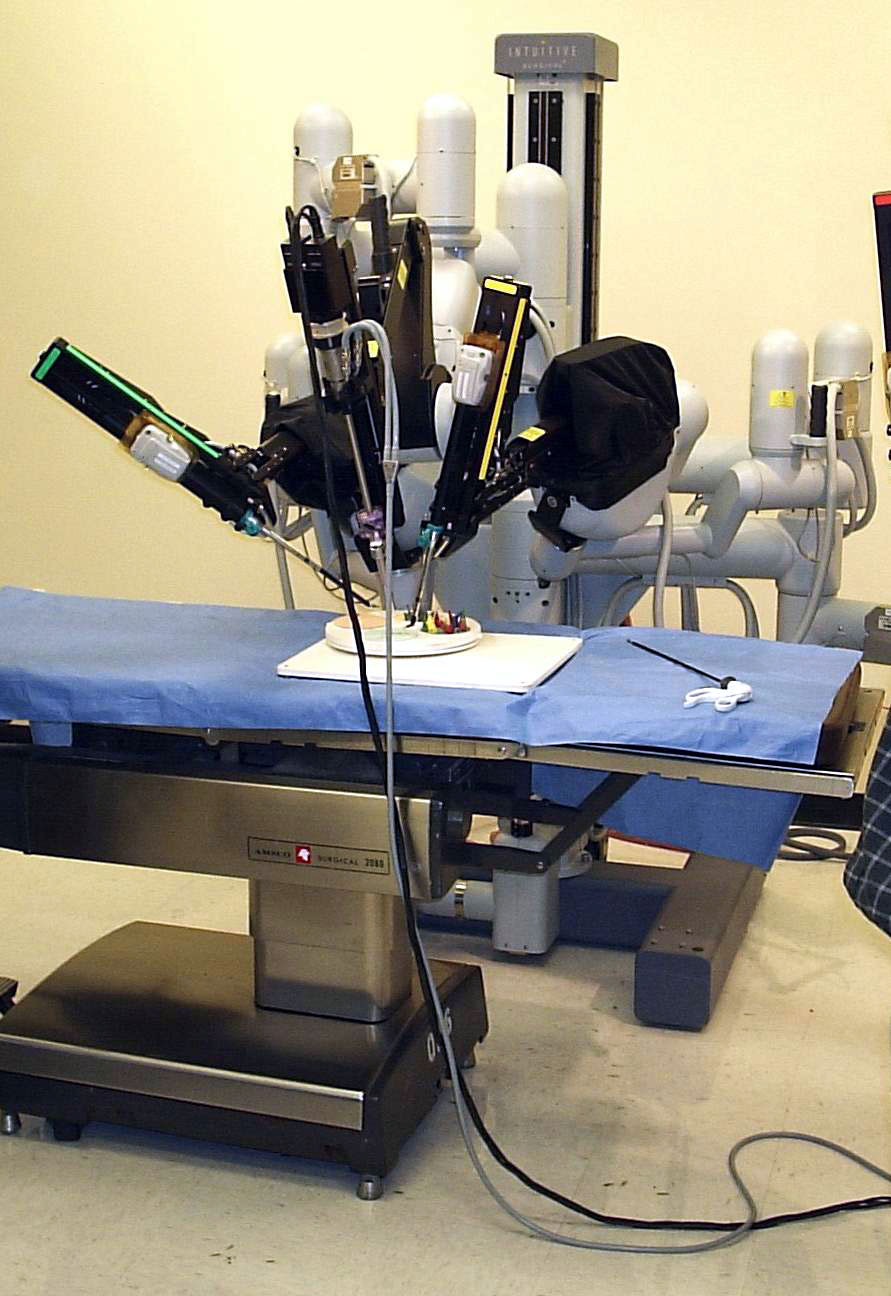
インテュイティヴ・サージカルの手術ロボットシステム Da Vinci

SRIは元従業員に資金提供する形で数多くのベンチャー起業を支援してきた。
- Weitbrecht Communications（聾者用遠隔通信機器などの開発）[139]
- Exponent（技術コンサルティング）
- Raychem（熱収縮チューブなど）[138]
- Fair Isaac Corporation（金融業向け分析・意思決定支援）
- Global Business Network（NGOや政府機関向けコンサルティング）
- Siri
- シマンテック
- Australian Artificial Intelligence Institute（オーストラリア政府の人工知能研究所、SRIが支援）
- イー・トレード
- バーベイタム（の前身 Information Terminals Corporation）
- ニュアンス・コミュニケーションズ（音声認識）
- enVia Partners（無線技術系ベンチャーキャピタル）
- Firetide（無線メッシュネットワーク）
- Vocera Communications（無線通信）[138]
- インテュイティヴ・サージカル
- CellMark（DNA検査）
- Telesensory Systems（視覚障害者向け機器）[138][140]

## 関連文献

### 歴史
- Carlson, Curtis R.; William W. Wilmot (2006). Innovation: The Five Disciplines for Creating What Customers Want. New York: Crown Publishing Group. ISBN 978-0-307-33669-9
- Lento, Thomas V (2006). Inventing the Future: 60 Years of Innovation at Sarnoff. Princeton, New Jersey: Sarnoff Corporation. ISBN 0-9785463-0-X

### その他
- Crane, Hewitt; Edwin Kinderman and Ripudaman Malhotra (June 2010). A Cubic Mile of Oil. Oxford, New York: Oxford University Press USA. ISBN 978-0-19-532554-6
- Markoff, John (2005). What the Dormouse Said: How the 60s Counterculture Shaped the Personal Computer Industry. New York: Viking Adult. ISBN 978-0-670-03382-9
- Hafner, Katie (1996). Where Wizards Stay Up Late: The Origins of the Internet (with Matthew Lyon). New York: Simon & Schuster. ISBN 0-684-83267-4
- Bowden, Mark (2011). WORM: The First Digital World War [about the Conficker computer worm]. New York: Atlantic Monthly Press. ISBN 0-8021-1983-2